# Francis Fleming
Sir Francis Fleming (31 juillet 1842 - 4 décembre 1922 ; chinois : 菲林明) était un administrateur colonial britannique.

## Biographie

### Vie privée
Son père était James Fleming. Il a assisté à Downside School près de Bath, et a étudié le droit au Middle Temple, et a été appelé au bar en 1866.
En 1892, il épousa Constance Mary Kavanagh, fille de Mary Constantia née Clifford et petite-fille de Hugh Clifford, 7e Baron Clifford de Chudleigh.

### Carrière judiciaire
En 1869, il était procureur de la Couronne à Maurice; de 1876 à 1878, juge de district à la Jamaïque. Il fut procureur général de la Barbade de 1878 à 1882 et juge en Guyane britannique de 1882 à 1883. En 1883, il devint procureur général de Ceylan.

### Carrière coloniale
Il a été 2 fois gouverneur intérimaire de Maurice de 1887 à 1888. Il a été secrétaire colonial de Hong Kong entre 1890 et 1892. 
Il a été gouverneur de la Sierra Leone de 1892 à 1894 et gouverneur des Îles-sous-le-Vent de 1895 à 1901.

## Distinctions
- Ordre de Saint-Michel et Saint-Georges Chevalier commandeur (KCMC) en 1892. Compagnon (CMG) en 1887.

## Héritage
La rue Fleming Road à Hong Kong est nommé d'après lui.